# دوکه‌بی
دوکه‌بی (کره‌ای: 도깨비) موجوداتی افسانه‌ای در اسطوره‌شناسی و فرهنگ عامهٔ کره هستند. دوکه‌بی‌ها که گاهی با عنوان «گابلین‌های کره‌ای» نیز شناخته می‌شوند، ارواح یا خدایان طبیعت هستند که دارای قدرت‌ها و توانایی‌های خارق‌العاده‌اند و از این نیروها برای تعامل با انسان‌ها استفاده می‌کنند؛ گاه برای بازی دادن و فریب آن‌ها و گاه برای یاری‌رساندن. در افسانه‌ها، دوکه‌بی‌ها به اشکال گوناگون و با چهره‌های متنوعی توصیف شده‌اند و اغلب در پوشش سنتی کره‌ای، یعنی هانبوک، ظاهر می‌شوند.

## خاستگاه
نخستین مستندات شناخته‌شده دربارهٔ دوکه‌بی به دوران شیلا بازمی‌گردد؛ در داستان «بانو دوهوا و خواجه بی‌هیونگ» که در کتاب یادگار سه پادشاهی آمده و در دورهٔ گوریو گردآوری شده است. دوکه‌بی‌ها همچنین در مجموعه‌های متعدد افسانه‌های مردمی که در دوران چوسان تدوین شده‌اند، حضور دارند.